# Junior Olaitan
Junior Olaitan, né le 9 mai 2002 à Porto-Novo au Bénin, est un footballeur international béninois, qui évolue au poste de milieu offensif au Göztepe SK.

## Biographie

### En club
Né à Porto-Novo au Bénin, Junior Olaitan est formé par le club local du Ayema FC. Avec cette équipe il se fait notamment remarquer lors de la saison 2020-2021 en marquant dix buts et délivrant onze passes décisives en 28 matchs.
Le 31 janvier 2022, il rejoint la France en s'engageant avec les Chamois niortais. Il signe un contrat courant jusqu'en juin 2025. Le joueur, capable d'évoluer comme numéro dix ou sur les ailes, est recruté pour préparer l'avenir. Olaitan explique son choix de rejoindre Niort après avoir notamment été conseillé par d'anciens Béninois passés par le club, comme Saturnin Allagbé, David Kiki et David Djigla. Il joue son premier match pour Niort le 19 mars 2022, lors d'un match de Ligue 2 face à l'US Quevilly Rouen. Il entre en jeu à la place de Moataz Zemzemi lors de cette rencontre remportée par son équipe sur le score de deux buts à zéro.
Olaitan s'affirme rapidement au club puisque la saison suivante, il fait parler de lui malgré la saison compliquée de son club. Parti comme remplaçant, le joueur de 20 ans arrache une place de titulaire et devient un acteur majeur dans la lutte du club niortais pour son maintien en Ligue 2. Le premier janvier 2023 il inscrit ses deux premiers buts sous les couleurs du club en 16e de finale de la Coupe de France. Le 3 février 2023 face à Dijon FC, Olaitan marque son premier but en ligue 2 d'une superbe frappe à 59 mètres des buts. Cette réalisation se classe deuxième dans la liste des plus beaux buts du championnat à l'issue de la saison.
Le 1er septembre 2023, Junior Olaitan s'engage en faveur de l'ES Troyes AC, club qui vient d'être relégué en deuxième division,.

### En sélection
Né d'un père nigérian et d'une mère béninoise, Junior Olaitan décide de représenter le Bénin. Il honore sa première sélection avec l'équipe nationale du Bénin contre Madagascar, le 2 septembre 2021. Il entre en jeu à la place de Mattéo Ahlinvi et son équipe s'impose par un but à zéro. Le 4 juin 2022, Olaïtan entre en jeu à la 64e minute d'un match contre le Sénégal comptant pour les éliminatoires de la Coupe d'Afrique des Nations 2023. Il y inscrit son premier but avec la sélection à la 88e minute.

## Statistiques
| Saison                | Club                  | Championnat           | Championnat | Championnat | Championnat | Coupe(s) nationale(s) | Coupe(s) nationale(s) | Coupe(s) nationale(s) | Bénin | Bénin | Bénin | Total | Total | Total |
| Saison                | Club                  | Division              | M.          | B.          | P.d.        | M.                    | B.                    | P.d.                  | M.    | B.    | P.d.  | M.    | B.    | P.d.  |
| 2020-2021             | Ayema FC              | Ligue pro             | 28          | 10          | -           | -                     | -                     | -                     | -     | -     | -     | 28    | 10    | 0     |
| Sous-total            | Sous-total            | Sous-total            | 28          | 10          | -           | -                     | -                     | -                     | -     | -     | -     | 28    | 10    | 0     |
| 2021-2022             | Chamois niortais      | Ligue 2               | 6           | 0           | 0           | 0                     | 0                     | 0                     | 11    | 1     | 0     | 17    | 1     | 0     |
| 2022-2023             | Chamois niortais      | Ligue 2               | 33          | 3           | 3           | 3                     | 2                     | 0                     | 5     | 1     | 2     | 41    | 6     | 5     |
| 2023-2024             | Chamois niortais      | National              | 3           | 1           | 2           | 0                     | 0                     | 0                     | 0     | 0     | 0     | 3     | 1     | 2     |
| 2023-2024             | ESTAC Troyes          | Ligue 2               | 19          | 0           | 0           | 0                     | 0                     | 0                     | 9     | 2     | 0     | 28    | 2     | 0     |
| 2024-2025             | Grenoble Foot 38      | Ligue 2               | 24          | 4           | 3           | 1                     | 0                     | 0                     | 9     | 1     | 3     | 34    | 5     | 6     |
| 2025-2026             | Göztepe SK            | SüperLig              | 0           | 0           | 0           | 0                     | 0                     | 0                     | 0     | 0     | 0     | 0     | 0     | 0     |
| Sous-total            | Sous-total            | Sous-total            | 56          | 4           | 5           | 3                     | 2                     | 0                     | 15    | 1     | 2     | 74    | 7     | 7     |
| Total sur la carrière | Total sur la carrière | Total sur la carrière | 84          | 14          | 4           | 3                     | 2                     | 0                     | 15    | 1     | 2     | 102   | 17    | 6     |